# Proterorhinus
Proterorhinus é um género de peixe da família Gobiidae.
Este género contém espécies:
- Proterorhinus marmoratus Pallas, 1814
- Proterorhinus nasalis (Filippi, 1863)
- Proterorhinus semilunaris (Heckel, 1837)
- Proterorhinus semipellucidus Kessler, 1877
- Proterorhinus tataricus Freyhof & Naseka, 2007